# Řád (film)
Řád je český historický film, autorský debut režiséra Petra Hviždě z roku 1994.

## Děj
Děj se odehrává v předjaří roku 1776 v rozmezí dvou nocí a jednoho dne. Vojenský zběh najde azyl v klášteře klarisek. Za ním vyjíždí vojenská eskorta vedená mladým poručíkem; ten je zastáncem řádu a spravedlnosti, proto se snaží uprchlíka ochránit před svým velitelem, který by dal zběha okamžitě popravit. Když je zběh eskortou vypátrán, rozvíjí se konflikt mezi mocí církevní a státní (vojenskou).
Komorní příběh se odvíjí na pozadí historických událostí 70. let 18. století, kdy se schyluje k josefinským reformám, které razantně omezovaly moc a majetky církve.

## Základní údaje
- Architekt: Karel Vacek
- Kostýmní výtvarník: Jarmila Konečná
- Dramaturgie: Jan Gogola
- Produkce: Jan Kadlec
- Další údaje: barevný, 95 min

## Hrají
| Marek Vašut       | poručík           |
| Andrea Elsnerová  | Barbora           |
| Jana Preissová    | matka představená |
| Jan Tříska        | kněz              |
| Saša Rašilov      | zběh              |
| Andrea Černá      | Veronika          |
| Jiří Zahajský     | hejtman           |
| Tomáš Valík       | důstojník         |
| Zdeněk Vencl      | důstojník         |
| Jana Altmannová   | Dorota            |
| Jiří Holý         | hrabě             |
| Jakub Khol        | odsouzený         |
| Oldřich Velen     | správce Jakub     |
| Helena Gabrielová | Anastázie         |
| Václav Plánka     | posel             |

## Citáty
| „                                                     | Říkáte, že jste zabíjel lidi a máte čisté svědomí? Ta vaše čest, pane, je jenom nezměrná pýcha. A o tu my s vámi nebudeme bojovat. | “ |
| — kněz (Jan Tříska) odpovídá na otázku, co je to čest | |   |

## Recenze
- Tereza Brdečková, Respekt, 27. prosince 1994[1]